# Zamarada suda
Zamarada suda là một loài bướm đêm trong họ Geometridae.